# Acronicta exilis
Acronicta exilis (tên tiếng Anh: Exiled Dagger Moth) là một loài bướm đêm thuộc họ Noctuidae. Nó được tìm thấy ở Bắc Mỹ, bao gồm Iowa, New York, Maryland Arkansas và Delaware.
Ấu trùng ăn Quercus.